# Sana'a Mehaidli
Sana'a Yusef Mehaidli (en árabe: سناء يوسف محيدلي‎; 14 de agosto de 1968 – 9 de abril de 1985) fue una mujer libanesa miembro del Partido Social Nacionalista Sirio (PSNS), conocida por haber cometido a la edad de 16 años un atentado suicida usando un coche bomba contra un convoy de las Fuerzas de Defensa de Israel (FDI) cerca de Jezzine, en el sur del Líbano ocupado por Israel, donde dos militares israelíes murieron y 2 más fueron heridos.

## Vida
Sana'a Mehaidli nació en Anqoun el 14 de agosto de 1968 cerca de Sidón, en el Líbano. Tenía 4 hermanos y una hermana. Trabajaba en una tienda de alquiler de videos localizada en el vecindario de Msaytbeh, en Beirut, donde luego se grabó expresando su decisión. Se unió a las filas del PSNS en 1985, influenciada por Wajdi El Sayegh, otro miembro del PSNS que cometió un ataque suicida contra las FDI en Kfarhouna.

## Atentado
En la mañana del martes 9 de abril de 1985, Sana'a Mehaidli llenó su vehículo, un Peugeot 504 de color blanco, con más de 200 kilogramos de dinamita y se dirigió a Jezzine, donde frenó en un puesto de control y se detonó entre un convoy de vehículos de las FDI, matando a dos soldados e hiriendo a otros dos. El Partido Social Nacionalista Sirio aseguró que había matado a 75 y acabó hiriendo a cien, cosa que no era verdad. Se cree que podría haber sido la primera mujer bombardera suicida del mundo.

## Reacciones
En el video donde hablaba sobre su voluntad de hacer el atentado antes de llevar a cabo el ataque, Sana'a solicitó que la llamaran "La Novia del Sur", título que luego fue utilizado para ella y se convirtió en uno de los símbolos del PSNS. Se han bautizado con su nombre algunas calles, plazas y escuelas en países como Siria y Libia.

## Entierro
Después del ataque, Israel retuvo los restos de Sana'a Mehaidli. El PSNS recibió sus restos el 21 de julio de 2008, y lo entregó a sus familias para poder enterrarla en su ciudad natal de Anqoun.